# Thomas Lisle
Thomas Lisle (auch de Lisle) OP (* um 1298; † 23. Juni 1361 in Avignon) war ein englischer Ordensgeistlicher. Ab 1345 war er Bischof von Ely. Nach einem erbitterten Rechtsstreit mit dem König flüchtete er ins Exil.

## Herkunft und Aufstieg als Geistlicher
Thomas Lisle stammte vermutlich aus Kent. Möglicherweise war er mit einem Thomas Lisle (auch Thomas de Insula) verwandt, der 1292 Zollbeamter in Sandwich war. Seine Neffen Thomas, Robert und William Michel stammten aus dem Gebiet des Erzbistums Canterbury. Das Wappen, das er als Bischof wählte, könnte auf eine Verwandtschaft zur Familie Lisle aus Hampshire hinweisen. Seit dem 16. Jahrhundert wurde vermutet, dass Lisle an der Universität von Cambridge studiert hat. Dort soll er in die Dominikanerniederlassung eingetreten sein und den Grad eines Doktors der Theologie erlangt haben. Tatsächlich war Lisle später ein bemerkenswerter Förderer der Universität, doch es gilt inzwischen als zweifelhaft, ob er überhaupt studiert hat. Gesichert ist, dass er am 18. Dezember 1322 als Mitglied des Dominikanerkonvents von Winchester von Bischof Rigaud de Asserio zum Priester geweiht wurde. Bis spätestens 1340 stieg er zum Prior des Konvents auf.

## Dienst als königlicher Diplomat
1340 war Lisle zusammen mit anderen Gesandten im Auftrag von König Eduard III. nach Avignon gereist, um einen päpstlichen Dispens für die Ehe von Hugh Despenser und Elizabeth Montagu, einer Tochter des Earl of Salisbury zu erreichen. Der Dispens wurde am 27. April 1341 erteilt. Bereits im März 1341 hatte der König seine Gesandten beauftragt, die Bestätigung der Wahl von William Zouche zum Erzbischof von York zu verhindern. Stattdessen sollten sie versuchen, dass der Papst den königlichen Sekretär William Kilsby zum Erzbischof ernennt. Dazu sollten sie sich beim Papst über das Fehlverhalten von Erzbischof John Stratford von Canterbury beschweren, mit dem der König in Streit lag.

## Ernennung zum Bischof
Nach dem unerwarteten Tod von Bischof Simon Montagu von Ely 1345 wählten die Mönche des Kathedralpriorats ihren Prior Alan Walsingham zum neuen Bischof. Zu diesem Zeitpunkt war Lisle immer noch oder erneut bei der Kurie in Avignon. Dort wurde er am 15. Juli zum Bischof der Diözese Ely ernannt und am 24. Juli zum Bischof geweiht. Um die Kosten für seinen Aufenthalt in Avignon zu decken, wurde ihm erlaubt, einen Kredit in Höhe von 12.000 Florin aufzunehmen, den er durch Spenden aus seiner Diözese tilgen durfte. Am 9. September 1345 war er in Canterbury, wo er Erzbischof Stratford Gehorsam gelobte. Bereits am nächsten Tag übertrug ihm der König die Temporalien der Diözese. Am 27. November erfolgte seine feierliche Inthronisation in der Kathedrale von Ely.

## Tätigkeit als Bischof

### Tätigkeit als Geistlicher

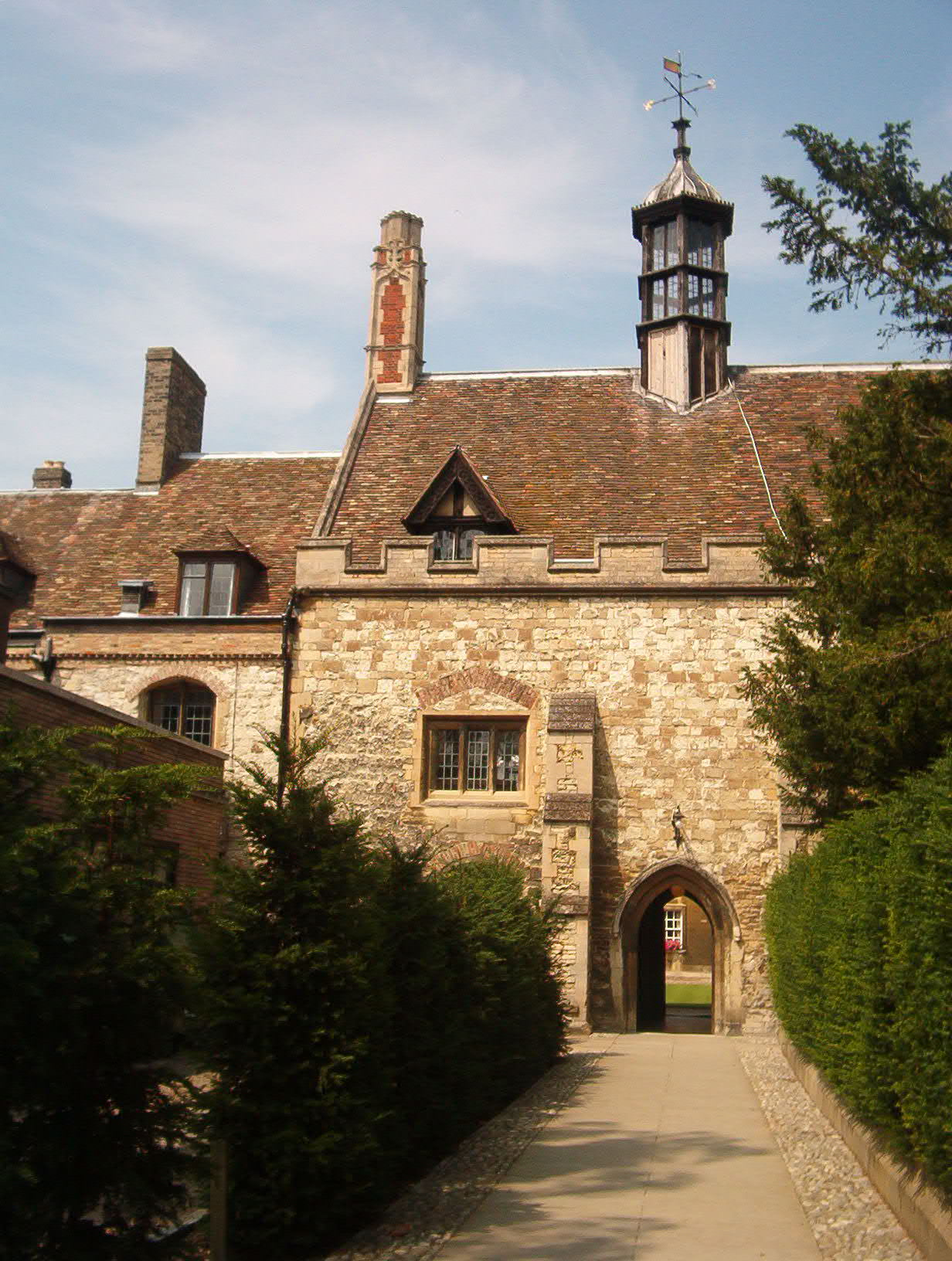
Das von Lisle geförderte Peterhouse in Cambridge

Nach seinem erhaltenen Urkundenregister war Lisle als Bischof ein fleissiger Geistlicher. Mit Ausnahme von 1349, wo er im Ausland tätig war, führte er alle Priesterweihen und zahlreiche andere Amtshandlungen in seiner Diözese selbst aus. 1346 unternahm er eine Visitation des Kathedralpriorats, und bis 1347 unternahm er Visitationen in sieben weiteren Klöstern. Es gibt zwar keine Belege, dass Lisle in den Pfarreien seiner Diözese Visitationen durchführte, aber bis 1352 weihte Lisle dreizehn Pfarrkirchen sowie die Hochaltäre von sechs weiteren Kirchen. 1349 erhielt Lisle die päpstliche Erlaubnis, die Einkünfte der Pfarrkirche von Leverington, die sich auf etwa £ 85 jährlich beliefen, für den bischöflichen Haushalt zu verwenden. Dies geschah, weil der Bischof seinen Landbesitz als Kronlehen hielt, womit die Gefahr bestand, dass sie beschlagnahmt werden konnten. Die Verwaltung der Besitzungen wurde durch den Umstand weiter erschwert, dass Papst Clemens VI. zwar Kardinal Gaillard de la Mothe zum Archidiakon von Ely ernannt hatte, es aber noch zwei weitere Bewerber um das Amt gab. Von diesen hatte einer das Amt quasi inne, doch er wurde öffentlich des Ehebruchs und der Unzucht beschuldigt. Der Name dieses Geistlichen wurde zwar nicht genannt, doch dazu wurde ihm vorgeworfen, dass er sein Amt nicht entsprechend dem kanonischen Recht ausübte. Dies führte zum Konflikt mit dem König, der die Einkünfte des Archidiakonats beschlagnahmt hatte und sich eine Einmischung des Bischofs in die Angelegenheit verbat. Lisle ging gegen das Vorgehen des Königs an, doch über den weiteren Verlauf des Konflikts ist nichts überliefert.

### Reaktion auf den Schwarzen Tod und Förderung der Universität Cambridge
Durch den Schwarzen Tod starben in der Diözese Ely zwischen Anfang April 1349 und Ende Januar 1350 mindestens 81 Inhaber von geistlichen Ämtern, während von 1345 bis Ende 1348 gerade vierzehn Geistliche gestorben waren. Vor März 1349 war Lisle selbst in Avignon, doch vor seiner Abreise hatte er am 1. Oktober 1348 gleich fünf Generalvikare ernannt. Die Sterblichkeit durch die Pest war jedoch so groß, dass Lisle am 9. April 1349 von Avignon drei weitere Generalvikare ernannte. Dazu setzte er die Regel aus, nach der bei bestimmten geistlichen Handlungen zwei Geistliche anwesend sein mussten. Bis Ende 1350 war Lisle nach Ely zurückgekehrt. Am 1. Januar 1352 bestätigte er auf dem bischöflichen Gut in Hatfield die Neugründung der Hall of the Annunciation durch Bischof William Bateman von Norwich, aus der das Gonville and Caius College in Cambridge hervorging. Am 3. Februar 1353 genehmigte Lisle die Gründung eines weiteren College in Cambridge unter dem Namen Guild of Corpus Christi. Bereits während seiner Abwesenheit hatte am 23. November 1349 sein Generalvikar John Hoo die Gründung von Pembroke College in Cambridge bestätigt. Angeblich schenkte Lisle 1358 ohne Einwilligung des Kathedralpriorats von Ely die Güter von West Wratting und Swaffham Prior Peterhouse in Cambridge.

### Konflikte, Exil und Tod
Nach einem Chronisten galt Lisle als guter Seelsorger und hervorragender Prediger. Er konnte allerdings auch ein strenger Richter sein, obwohl er in seinen Predigten oft die göttliche Gnade thematisierte. Sein Gefolge war umfangreich und die Mahlzeiten in seinem Haushalt galten als großzügig. Sein Verhältnis zum Prior und den Mönchen des Kathedralpriorats war zeitweise belastet, nachdem er den Abbau von Kies und Ton auf bischöflichen Gütern für Reparaturarbeiten an der Kathedrale von Ely untersagt hatte. Da in der Diözese mehrfach Gerichtskommissionen tätig waren, setzte Lisle seine Interessen anscheinend auch gewaltsam durch. Bereits zu Beginn seiner Amtszeit gab es Beschwerden über ihn, doch zunächst hatte Lisle ein gutes Verhältnis zu König Eduard III. 1346 hatte er einen vierzehntägigen Ablass für Gebete für die sichere Rückkehr des Königs von seinem Feldzug nach Frankreich verkündet. 1351 übergab er die Rechte und Einkünfte an den Rektoraten von Whaddon und Caxton an die neuerrichtete königliche Eigenkirche St George’s Chapel in Windsor Castle. Im August 1354 besiegelte er mit das Gesuch des Königs an Papst Innozenz VI., in dem der König den Papst bat, im Krieg mit Frankreich als Vermittler zu dienen.
Im Sommer 1354 gab es in Colne bei Somersham in Huntingdonshire einen Aufruhr. Nach der Beschwerde der Grundherrin Blanche of Lancaster wurden zwei Gerichtskommissionen zur Untersuchung des Vorfalls gebildet. Der Bischof wurde nun wegen Übergriffe auf die Besitzungen von Blanche of Lancaster beschuldigt, worauf der Fall vor dem Court of King’s Bench verhandelt werden sollte. Dieses Verfahren wurde zunächst nicht weiter behandelt, doch die zweite Gerichtskommission befand unter anderen den Bischof schuldig und machte ihn für Schäden in Höhe von £ 900 verantwortlich. Dieses Urteil wurde dann von Richter William de Shareshull in der Verhandlung vor dem Court of King’s Bench bestätigt. Zunächst war unklar, ob Lisle aufgrund seines Status als Geistlicher verurteilt werden konnte, doch schließlich erklärten Shareshull und die anderen Richter dies für rechtens. Damit war Lisle gezwungen, die Strafe zu zahlen. Lisle behauptete nun, dass die Richter zugunsten von Blanche of Lancaster geurteilt hätten, da sie eine Verwandte des Königs war. Damit brachte Lisle nun den König gegen sich auf. Im Sommer 1355 wurde er erneut angeklagt, dieses Mal wegen Anstiftung zum Mord an einem Gefolgsmann von Blanche of Lancaster. Nach der Tat soll er den Mördern Zuflucht gewährt haben. Angesichts dieser Beschuldigungen wollte Lisle nun ins Ausland flüchten, doch der König verbot seine Ausreise. Stattdessen lud er ihn vor das Parlament, wo der Bischof sich im November 1355 verantworten musste. Während des Parlaments war der König über das Verhalten von Lisle so erbost, dass er selbst über den Fall entschied, Lisle für schuldig befand und die Beschlagnahmung der Temporalien der Diözese Ely forderte. Dieses juristisch zweifelhafte Vorgehen wurde nicht ausgeführt, da nun ein Coroner Lisle vor dem Court of King’s Bench anklagte. Daraufhin untersuchte eine Jury den Fall und verurteilte Lisle 1356 wegen Mitschuld an dem Mord an dem Gefolgsmann. Aufgrund seines Status als Geistlicher wurde Lisle nun Erzbischof Simon Islip zur Bestrafung übergeben. Der Erzbischof riet Lisle, sich dem König zu unterwerfen, was Lisle aber verweigerte. Lisle hatte zuvor vergeblich eine Verhandlung vor den Peers gefordert, um seine Unschuld zu beteuern. Dies wurde ihm verwehrt, wobei unklar ist, ob er bereits als verurteilter Geistlicher galt oder ob der Erzbischof den weiteren Verlauf des Verfahrens fürchtete und deshalb eine weitere Verhandlung verhinderte. Daraufhin flüchtete Lisle im November 1356 an den Papsthof nach Avignon. Am 18. November wurden die Temporalien der Diözese beschlagnahmt, die dann im Februar 1357 an John Wesenham, einem Kaufmann aus Lynn, für 3740 Mark jährlich verpachtet wurden. Dieser Betrag wurde in den Folgejahren auf 3000 Mark reduziert, die Wesenham an die Wardrobe, die auch das Vermögen des Königs verwaltete, zahlen musste. Wesenham behielt die Verwaltung der Temporalien bis zu Lisles Tod 1361.
Lisle setzte nun von Avignon aus den erbitterten Streit mit dem König fort. Der Archidiakon von Richmond, Henry Walton, sollte sich nun vor der Kurie verantworten. Als Walton nicht erschien, verteilte ihn ein päpstliches Gericht unter Androhung der Exkommunikation zur Zahlung einer Strafe von 10.000 Mark. Auf Drängen von Lisle beorderte Papst Clemens VI. dann drei der Richter, die Lisle verurteilt hatten, darunter Shareshull, den Coroner und weitere in den Fall verwickelte Beamte nach Avignon. Als sie nicht erschienen, exkommunizierte der Papst sie und übertrug den Vollzug an Bischof John Gynwell von Lincoln. Erzbischof Islip wurde vom Papst wegen seines Verhaltens in dem Streit scharf gerügt. Lisle starb in Avignon, möglicherweise an einem erneuten Ausbruch der Pest. Er wurde in der Kirche Sainte-Praxède, der Kirche der Dominikanerinnenniederlassung beigesetzt. In seinem Testament vermachte er mehrere Bücher Peterhouse in Cambridge. Seine Messgewänder und sein Messgeschirr vermachte er dem Kathedralpriorat von Ely.

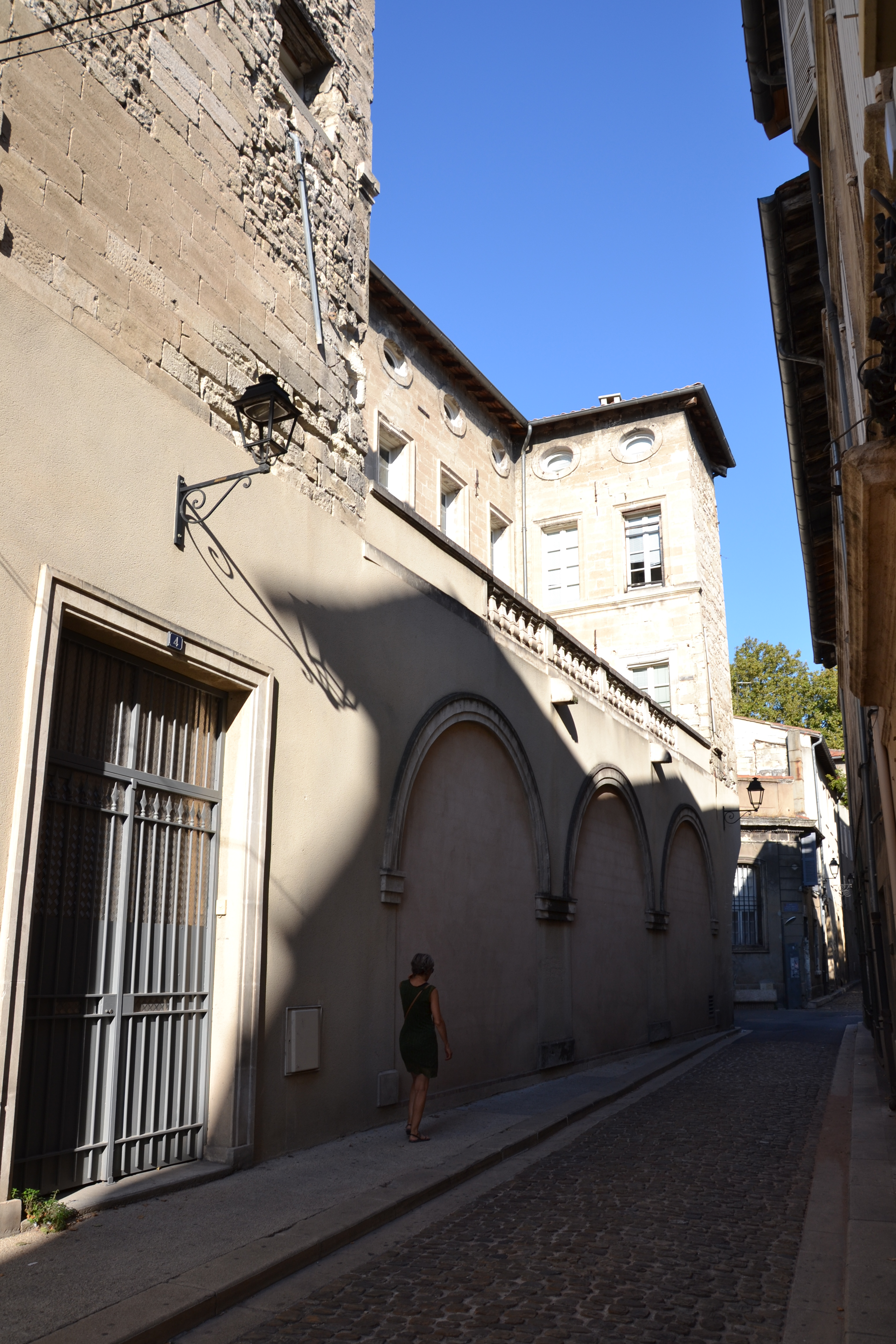
Das Kloster Sainte-Praxède in Avignon, in dessen Kapelle Lisle nach seinem Tod beigesetzt wurde. Fotografie von 2013.

## Bewertung
Lisle stand als Bischof wie bereits andere Bischöfe, vor allem Adam Orleton und John Stratford, wegen angeblicher Gewalttätigkeit im Konflikt mit der Regierung. Diese waren jedoch aufgrund ihrer geistlichen Immunität vor der weltlichen Gerichtsbarkeit geschützt gewesen. Der Biograph von Lisle, ein ungenannter Mönch aus Ely, verteidigte ihn, um den Ruf der Diözese zu wahren, und beschuldigte stattdessen die Ankläger. Nach der neueren Forschung ist es aber möglich, dass Lisle seine Interessen in East Anglia wie andere Adlige zu seiner Zeit auch mit Anwendung von Gewalt verfolgte. Lisles Gefolgsleute schreckten dabei vor Brandstiftung, Entführung, Erpressung und sogar Mord nicht zurück. Zu diesen Gefolgsleuten gehörten mehrere Verwandte von Lisle, vor allem sein Bruder John und Lisles Neffen, unterstützt von Dienern von den bischöflichen Gütern. Für Lisles Beteiligung an diesen Verbrechen sprechen vor allem die zahlreichen gewaltsamen Vorfälle in seiner Diözese und seine Weigerung, sich von seinen Verwandten, die in die Vorfälle verwickelt waren, loszusagen. Möglicherweise versuchte Lisle auf verbrecherische Weise seinen aufwändigen Lebensstil zu finanzieren, was letztlich zu seinem Scheitern führte.